# Franz Josef Arnold
Franz Josef Arnold (18. ledna 1888, Ústí nad Labem – 15. února 1962, Pasching) byl československý městský architekt německé národnosti a vedoucí stavebního odboru v Ústí nad Labem, kde se stal autorem celé řady staveb, které výrazně ovlivnily podobu města. Ve 20. letech 20. století působil jako vůbec první vedoucí místní pobočky Metznerbundu (sdružení německých výtvarných umělců z Čech). Po druhé světové válce byl pro svůj německý původ z Československa vysídlen.

## Biografie

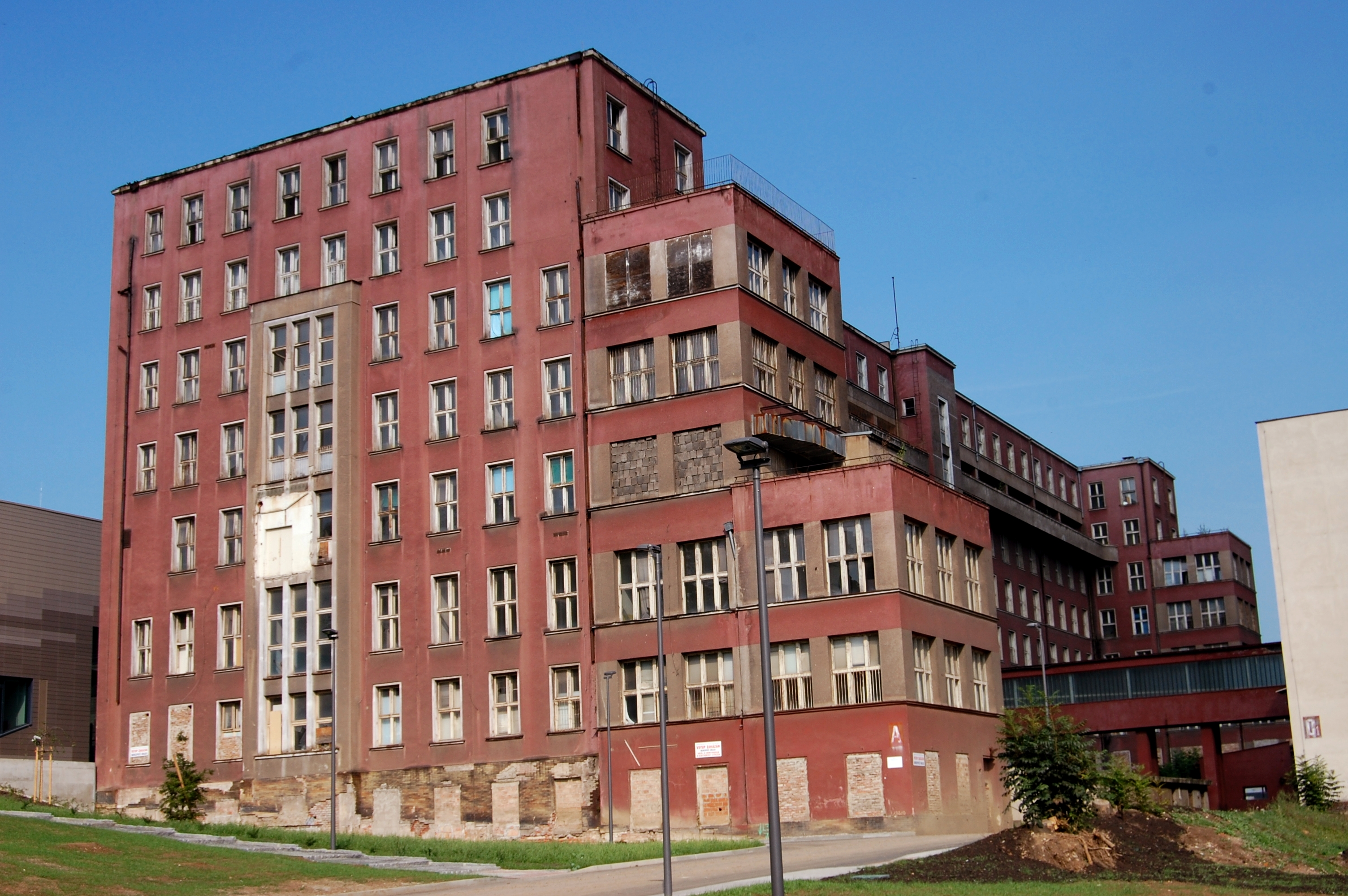
Pavilon bývalé, již zbořené, Masarykovy nemocnice (1937)

Narodil se v rodině bednáře (Binder) Franze Josefa Arnolda. Rodina žila v Ústí nad Labem, kde studoval na střední škole. Ve studiích následně pokračoval v Drážďanech, a to na Technické univerzitě a Akademii umění. Během první světové války byl odveden do armády a utrpěl zranění. Po válce se vrátil do Ústí nad Labem, kde spolupracoval s architektem dr. Erstem Krobem. Na počátku své tvorby se klonil k neoklasicismu, postupně však přešel k „abstrahovanému vnímání v duchu nové věcnosti“.

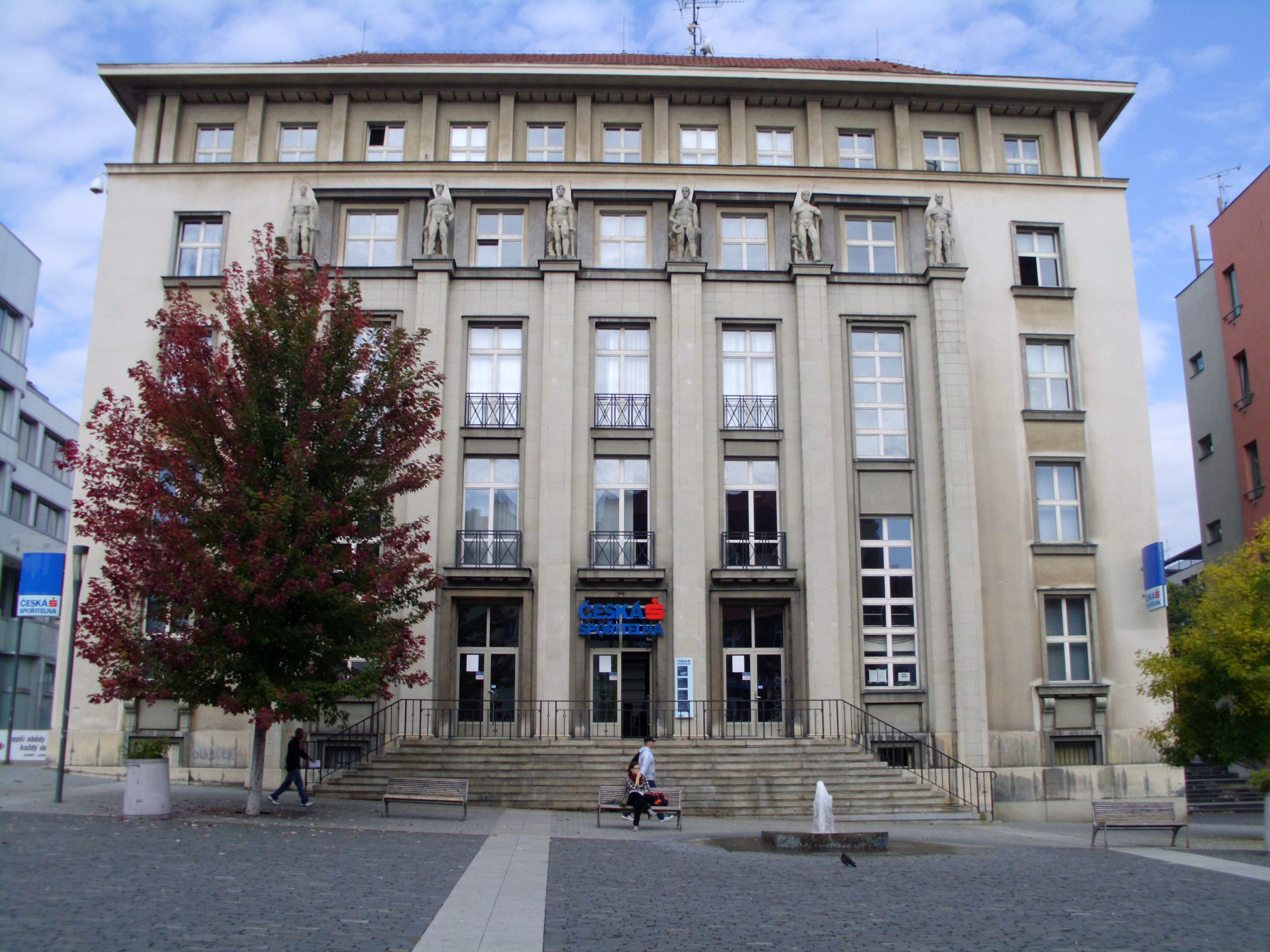
Česká spořitelna (1939)

Je autorem řady obytných domů (mimo jiné tzv. S–domů v ulicích Na Vlnovce a Mezidomí ve čtvrti Klíše, a dalších staveb v ulicích Palachova, Pasteurova, U Nemocnice, Klíšská, Resslova, Na Popluží, Masarykova), zdravotnické školy v Palachově ulici (dříve Německé dívčí reformní reálné gymnázium), nebo pavilonu bývalé okresní a posléze Masarykovy nemocnice. Po přesídlení nemocnice do nového areálu získala poslední zmíněnou stavbu a zbytek komplexu Univerzita J. E. Purkyně za účelem vybudování univerzitního kampusu. Arnoldovu budovu, v minulosti sloužící jako porodnice, se rozhodla strhnout a na jejím místě postavit novostavbu pro potřebu dvou svých fakult. Tento záměr kritizovali historici a někteří architekti, kteří se obrátili na Ministerstvo kultury s žádostí o prohlášení stavby kulturní památkou. Ministerstvo však žádost nepodpořilo a stavba byla na podzim 2013 zbourána.
V polovině 30. let se podílel projekčně či pouze organizačně na výstavbě druhého mostu přes řeku Labe (autor konstrukce Josef Melan) a společně s tehdejším německým starostou Leopoldem Pölzlem se zasadil, aby byl pojmenován po novém československém prezidentovi Edvardu Benešovi. V pozici ústeckého městského architekta setrval i během druhé světové války. Po jejím skončení se stal údajně, dle Zdeňka Bárty, 31. července 1945 jednou z obětí tzv. Ústeckého masakru, kdy došlo k lynčování německých civilistů. Řada z nich tehdy byla shozena z Benešova mostu do řeky Labe – mezi nimi i Arnold, ale i matky s dětmi v kočárcích.Toho nakonec z hromady mrtvých těl pod palbou ostřelovačů zachránil jeho dospívající syn. Pavel Prouza v rámci své dizertace tuto událost vyvrací jako smyšlenou: oba, otec i tehdy dvanáctiletý syn Dietmar, hned druhý den ráno po masakru v rámci odsunu německého obyvatelstva ve zdraví opustili město.
Arnold zemřel ve věku 74 let v hornorakouském Paschingu.